# Jānis Lidmanis
Jānis Lidmanis, né le 18 janvier 1910, à Riga, dans l'Empire russe et mort le 29 novembre 1986, à Melbourne, en Australie, est un ancien joueur de basket-ball et de football letton. Il évolue au poste d'ailier au basket-ball, et de milieu de terrain au football.

## Carrière

### Football
Jānis Lidmanis joue 55 matchs en équipe de Lettonie de football. Il reçoit sa première sélection le 28 mai 1931, en amical contre l'Estonie (défaite 0-1 à Riga). Il joue son dernier match le 18 juillet 1940, une nouvelle fois en amical contre l'Estonie (défaite 2-1 à Tallinn).
Il inscrit son premier but le 8 septembre 1935, en amical contre la Lituanie (match nul 2-2 à Kaunas). Il marque un second but le 31 août 1936, contre l'Estonie, lors de la Coupe baltique (victoire 2-1 à Riga).
A 28 reprises, il est capitaine de l'équipe de Lettonie de football.

### Basket-ball
Avec l'équipe de Lettonie de basket-ball, il est sacré champion d'Europe en 1935.

## Palmarès
Basket-ball
- Champion d'Europe en 1935
- Champion de Lettonie en 1928, 1931 et 1932

Football
- Champion de Lettonie en 1930, 1931, 1934, 1935, 1940
- Vainqueur de la Coupe de Lettonie en 1937 et 1938
- Vainqueur de la Coupe baltique en 1932, 1933, 1936 et 1937